# はがき作家
はがき作家は、株式会社ルートプロが開発、販売、サポートを行っているはがき作成ソフトウェアである。
もとはJanet Clubの名義で作成していた宛名印刷のフリーウェア「年賀じょ～ず」である。2000年10月22日に最初のバージョン0.90を公開した。
2002年8月、バージョン1.10をリリースする際に、ソフトウェア名を「はがき作家Free」に変更し、開発元がテクニカルスタッフへと変更したことを公表した。同年10月、はがきの裏面（通信面）の作成機能のある有償版「はがき作家 Professional」を発表し、以降は機能限定の体験版(Free)と全機能が使える製品版(Professional)の２つのラインナップでリリースされている。
なお、2008年6月にテクニカルスタッフはルートプロへ社名を変更している。
もともとオンラインソフトウェア（フリーウェア）だった流れもあり、現在でもはがき作家Freeはフリーウェアとして窓の杜やVectorでも提供されている。はがき作家 Professionalは公式サイトやVectorでダウンロード販売され、CD-ROM等でのパッケージ販売は行われていない。

## FreeとProfessionalの差異
かつては、宛名面(表面)の作成のみができるFree版と通信面(裏面)の作成もできるProfessional版という区別だったが、現在はFree版でも通信面の作成機能がついている。
- Professional版では、宛名面の配置レイアウトの変更ができる。Free版では既定のもののみである。
- Professional版では、住所録のデータをCSV形式で書き出すことができる。
- 通信面の作成に使えるテンプレートが限定されている。
- 通信面で画像を傾けたりトリミングすることができない。

## バージョン履歴
詳しい履歴については変更・修正履歴を参照。
- 年賀じょ～ず バージョン0.90 - 2000年10月22日に公開
- 年賀じょ～ず バージョン0.95 - 2000年12月6日に公開[3]
- 年賀じょ～ず バージョン1.00 - 2001年9月2日に公開[4]
- はがき作家 Free バージョン1.10 - 2002年8月1日に公開[5]。ここからソフトウェア名と開発元が変更。
- はがき作家 Professional/はがき作家 Free バージョン 1.21 - 2002年10月7日に公開。ここから有償のProfessional版が加わる
- はがき作家 2 - 2003年12月5日に公開。
- はがき作家 3 - 2005年11月1日 に公開。
- はがき作家 4 - 2006年11月1日 に公開。
- はがき作家 5 - 2008年10月31日 に公開。
- はがき作家 6 - 2011年10月24日 に公開[6]。Free版も裏面(通信面)の印刷に対応。
- はがき作家 7 - 2013年11月5日 に公開。
- はがき作家 8 - 2014年10月20日 に公開。
- はがき作家 9 - 2015年10月19日 に公開[7]。
- はがき作家 10 - 2016年10月17日 に公開[8]。
- はがき作家 11 - 2017年10月19日 に公開[9]。
- はがき作家 12 - 2018年10月19日 に公開[10]。
- はがき作家 13 - 2019年10月16日 に公開[11]。
- はがき作家 14 - 2020年10月15日 に公開。
- はがき作家 15 - 2021年10月18日 に公開。
- はがき作家 16 - 2022年10月12日 に公開。
- はがき作家 17 - 2023年10月2日 に公開[12]。
- はがき作家 18 - 2024年10月4日 に公開。